# Абаба-галамага (часопис)
«Абаба-галамага» — неформальний літературно-критичний часопис студентів Київського державного університету. Виходив 1991 року. 
Відомо два випуски, які готували А. Могильний та В. Стах. Містив поезії молодих і заборонених на той час авторів, переклади, літературознавчі розвідки, зокрема Івана Малковича.

## Джерело
- Рух опору в Україні: 1960—1990: енциклопедичний довідник / передм. Осипа Зінкевича, Олеся Обертаса. — К.: Смолоскип, 2010. — 804 с., 56 іл. — ISBN 978-966-2164-14-5.